# Касама (Замбія)
Касама (англ. Kasama) — місто в Замбії. Є адміністративним центром Північній провінції і однойменного округу. Населення — 113 779 чол. (за оцінкою 2010 року).
Місто є центром місцевого католицького архієпископства.

## Клімат
Місто знаходиться у зоні, котра характеризується вологим субтропічним кліматом. Найтепліший місяць — жовтень із середньою температурою 23.3 °C (74 °F). Найхолодніший місяць — червень, із середньою температурою 17.2 °С (63 °F).
| Клімат Касами           | Клімат Касами | Клімат Касами | Клімат Касами | Клімат Касами | Клімат Касами | Клімат Касами | Клімат Касами | Клімат Касами | Клімат Касами | Клімат Касами | Клімат Касами | Клімат Касами | Клімат Касами |
| Показник                | Січ.          | Лют.          | Бер.          | Квіт.         | Трав.         | Черв.         | Лип.          | Серп.         | Вер.          | Жовт.         | Лист.         | Груд.         | Рік           |
| Абсолютний максимум, °C | 30            | 30            | 28            | 28            | 29            | 27            | 28            | 30            | 33            | 35            | 33            | 30            | 35            |
| Середній максимум, °C   | 26            | 26            | 25            | 26            | 25            | 24            | 24            | 26            | 29            | 30            | 28            | 26            | 26            |
| Середня температура, °C | 21            | 21            | 20            | 20            | 19            | 17            | 17            | 18            | 21            | 23            | 22            | 21            | 20            |
| Середній мінімум, °C    | 16            | 16            | 16            | 15            | 13            | 10            | 10            | 11            | 14            | 16            | 16            | 16            | 14            |
| Абсолютний мінімум, °C  | 13            | 13            | 14            | 10            | 6             | 3             | 4             | 5             | 8             | 11            | 12            | 14            | 3             |
| Норма опадів, мм        | 290           | 240           | 250           | 70            | 0             | 0             | 0             | 0             | 0             | 10            | 130           | 230           | 1270          |
| Вологість повітря, %    | 80            | 83            | 80            | 76            | 64            | 60            | 55            | 48            | 43            | 41            | 61            | 78            | 64            |
| ----------------------- | ------------- | ------------- | ------------- | ------------- | ------------- | ------------- | ------------- | ------------- | ------------- | ------------- | ------------- | ------------- | ------------- |
| Джерело: Weatherbase    |               |               |               |               |               |               |               |               |               |               |               |               |               |

## Економіка
Касама, у першу чергу, — адміністративний центр. З галузей народного господарства найбільш розвиненою є сільське господарство. Тут вирощують зернові, каву, розводять домашню худобу.